# آمیکام نورکین
آمیکام نورکین (انگلیسی: Amikam Norkin; ۲۰ دسامبر ۱۹۶۶) فرمانده نظامی اهل اسرائیل است، که از سال ۲۰۱۷ تا ۲۰۲۲ فرماندهی نیروی هوایی اسرائیل را برعهده داشت.
نورکین پیش از انتخاب به عنوان جانشین امیر اشل به عنوان فرمانده نیروی هوایی اسرائیل، رئیس اداره برنامه‌ریزی ارتش اسرائیل بود. وی برندهٔ جوایزی همچون لژیون افتخار شده‌است.

## زندگی‌نامه
نورکین در بیت شعریم از والدینی با اصالت رومانیایی-یهودی متولد شد.
او در سال ۱۹۸۴ به سپاه زرهی اسرائیل پیوست و در ژوئیه ۱۹۸۷ به عنوان خلبان جنگنده از آکادمی پرواز نیروی هوایی اسرائیل فارغ‌التحصیل شد. در سال ۱۹۸۸، او به اسکادران "شوالیه‌های دم دوقلو" پیوست و جوان‌ترین خلبان اف-۱۵ در جهان شد. در آغاز دهه ۹۰، او با هواپیمای کورناس ۲۰۰۰ از نوع اف-۴ فانتوم ۲ از هاتزریم پرواز کرد و در عملیات پاسخگویی در بمباران‌ها شرکت داشت. بعدها، نورکین به عنوان معاون اول فرمانده اسکادران "عقاب طلایی" منصوب شد و در عملیات خوشه‌های خشم شرکت کرد. سپس او ریاست بخش عملیات نیروی هوایی اسرائیل را بر عهده گرفت. بین سال‌های ۱۹۹۹ تا ۲۰۰۲، نورکین فرمانده اسکادران "شوالیه‌های دم دوقلو" بود.  در سال ۲۰۰۳، او برای ادغام هواپیماهای جدید اف-۱۶ نیروی هوایی اسرائیل به عنوان فرمانده اسکادران "نِگِو" انتخاب شد.
از سال ۲۰۰۹ تا ۲۰۱۲، نورکین، که اکنون سرتیپ است، فرماندهی پایگاه هوایی تل نوف را بر عهده داشت و در سال ۲۰۱۲ به عنوان رئیس بخش آموزش و دکترین نیروی هوایی اسرائیل منصوب شد. در اوت ۲۰۱۴، او تا ژوئن ۲۰۱۵ به عنوان رئیس ستاد هوایی نیروی هوایی اسرائیل منصوب شد، زمانی که به درجه سرلشکری ارتقا یافت و به عنوان رئیس اداره برنامه‌ریزی نیروی دفاعی اسرائیل منصوب شد.
در ۱۰ اوت ۲۰۱۷، نورکین به عنوان فرمانده نیروی هوایی اسرائیل منصوب شد و جایگزین سرلشکر امیر اشل شد.
دوره فرماندهی نورکین در ۴ آوریل ۲۰۲۲ به پایان رسید و تومر بار جانشین او شد.